# Pałac Cantacuzino
Pałac Cantacuzino (rum: Palatul Cantacuzino) – pałac w Bukareszcie, w Rumunii, znajdujący się na Calea Victoriei nr 141. Został zbudowany przez architekta Ion D. Berindey w stylu francuskiego baroku/secesji. Od 1956 r. mieści się w nim muzeum George Enescu.

## Historia
Zbudowany w latach 1901–1903 dla Gheorghego Cantacuzino  (1837–1913) , burmistrza Bukaresztu i byłego premiera. Po jego śmierci budynek odziedziczył jego syn Mihail G. Cantacuzino, który zmarł w 1929 roku. Żona Mihaila, Maria, ponownie wyszła za mąż w grudniu 1939 roku za kompozytora Georgego Enescu (1881–1955). Budynek – znany wówczas jako Pałac Cantacuzino – gościł Prezydencję Rady Ministrów.
Po śmierci Georgego Enescu, w 1956 r. w budynku otwarto poświęcone mu Muzeul Național „George Enescu”. W 1967 r. Maria Cantacuzino-Enescu przekazała budynek państwu.